# Two Rivers (Wisconsin)
Two Rivers è un comune degli Stati Uniti d'America, situato nello Stato del Wisconsin, nella Contea di Manitowoc.